# Шкуратов Геннадій Васильович
Геннадій Васильович Шкуратов (біл. Генадзь Васілевіч Шкуратаў; 7 серпня 1949, Мінськ, Білоруська РСР — 28 лютого 2007, Вітебськ, Білорусь) — радянський і білоруський актор.
Закінчив Мінський театрально-художній інститут (1976). Був актором Театру юного глядача у Мінську.

## Фільмографія
- 1983 — «Водій автобуса»

та інші.
Знявся в українських фільмах:
- «Важка вода» (1979, лікар),
- «Під сузір'ям Близнюків» (1979, Сігом),
- «Петля Оріона» (1980, Горіс)
- «Два дні на початку грудня» (1981) та ін.

| Актор | Це незавершена стаття про актора. Ви можете допомогти проєкту, виправивши або дописавши її. |